# Pusionella albocincta
Pusionella albocinctus là một loài ốc biển, là động vật thân mềm chân bụng sống ở biển thuộc họ Clavatulidae.